# Jerzy Cieślak
Jerzy Edmund Cieślak est un médecin et homme politique polonais né le 26 février 1941 à Miechów et mort le 25 avril 2004, sénateur des 3e, 4e et 5e législatures.

## Biographie
De 1976 à 1990, il est membre du Parti ouvrier unifié polonais. Dans la seconde moitié des années 1990, il siège dans les instances du Parti socialiste polonais. En 1999, il rejoint l'Alliance démocratique de gauche.
Il meurt pendant son mandat et est inhumé dans le cimetière municipal de Jelenia Góra.